# Dygudaj
Dygudaj – kolonia w Polsce położona w województwie łódzkim, w powiecie pajęczańskim, w gminie Sulmierzyce.
Do 2023 miejscowość była częścią wsi Eligiów.
W latach 1975–1998 miejscowość administracyjnie należała do województwa piotrkowskiego.